# Épilepsie myoclonique juvénile
 Mise en garde médicale
L'épilepsie myoclonique juvénile est l'une des nombreuses formes de l'épilepsie, qui se manifeste chez l'adolescent et se traduit par un électroencéphalogramme anormal. Elle suit généralement une évolution favorable.
Les crises sont courtes (généralement de une à cinq minutes) et surviennent en général en cas de manque de sommeil, d'où son appellation d'« épilepsie du matin ». 
En dehors de ces crises, peu de symptômes sont visibles, mis à part des tremblements des bras, des jambes et du visage en cas de situation de provocation des crises : fatigue, ivresse, exposition à des sources lumineuses brèves et répétées (par exemple les lumières stroboscopiques des boîtes de nuit), drogues, jeux vidéo ou écrans d'ordinateurs. 
Pour la personne épileptique, la maladie peut être difficile à supporter, notamment parce que le diagnostic s'effectue lors de l'adolescence, avec aucune information quant à la durée éventuelle de la maladie. En effet, celle-ci peut disparaître au bout de quelques années ou continuer à vie. 
On remarque une sensibilité particulière des jeunes épileptiques face à des images leur rappelant une crise, notamment face à des images de personnes se faisant électrocuter, les convulsions qui s'ensuivent évoquant leurs propres crises.